# Esti iskola (film)
Az Esti iskola (eredeti cím: Night School) 2018-ban bemutatott amerikai vígjáték, melyet Malcolm D. Lee rendezett. A főbb szerepekben Kevin Hart, Tiffany Haddish, Rob Riggle, Romany Malco, Taran Killam, Megalyn Echikunwoke, Al Madrigal, Mary Lynn Rajskub, Keith David, Anne Winters, Fat Joe, Ben Schwartz, Yvonne Orji és Bresha Webb látható.
Az Amerikai Egyesült Államokban 2018. szeptember 28-án mutatta be az Universal Pictures.
A film negatív visszajelzéseket kapott a kritikusoktól. A Metacritic oldalán a film értékelése, mely 43 véleményen alapul, 30% a 100-ból. A Rotten Tomatoeson az Esti iskola 28%-os minősítést kapott, 127 értékelés alapján, és világszerte több mint 129 millió dolláros bevételt gyűjtött, ami a 29 milliós költségvetésével szemben jó eredmény.
A film forgatása 2017 szeptemberében kezdődött Atlantában (Georgia).

## Cselekmény
2001-ben Teddy Walker (Kevin Hart) középiskolás diák elhagyja az iskolát, amikor egy sorsdöntő teszt során nem tud koncentrálni.
Évekkel később 2018-ban, barbecue grill-eladóként keresi kenyerét, miközben a Lisa nevű gazdag barátnője ellen gondos pénzügyi stratégiát dolgoz ki, amely lehetővé teszi számára, hogy eltartsa. Az élete azonban szétesik, amikor megtudja, hogy az aktuális menedzsere visszavonulásakor örökölni fogja a bolt irányítását. Hamarosan megkéri barátnője kezét a boltban, ám Teddy véletlenül felrobbantja az áruházat, amikor egy pezsgő kinyitása során a parafadugó kinyit egy gáztartályt.
Teddy munkanélkülivé válik, ezért legjobb barátjához, Marvinhoz fordul segítségért, aki elméletileg munkát tud neki adni, mint pénzügyi befektetési vállalkozó, azonban ahhoz szükséges egy érettségi. Teddy elmegy a régi középiskolájába azzal a meggyőződéssel, hogy az új igazgatót el tudja bűvölni és meg tudja neki adni a megfelelő képesítést, de ez a terv a kezdetektől fogva meghiúsul, mivel az igazgató a régi osztálytársa, akit mindig szívatott: Stewart.

## Szereplők
| Szereplő      | Színész             | Magyar hang        | Leírás |
| ------------- | ------------------- | ------------------ | --- |
| Teddy Walker  | Kevin Hart          | Csőre Gábor        | Denise testvére, Gerald és Gladys fia, aki a Christian Chicken étterem kabalájaként dolgozik és koncentrációs problémái vannak.     |
| Carrie        | Tiffany Haddish     | Pikali Gerda       | Teddy liberális tanára. |
| Stewart       | Taran Killam        | Takátsy Péter      | Az iskola szigorú igazgatója, aki régebben az iskola majma volt, mert Teddy mindig megfélemlítette.                                 |
| Marvin        | Ben Schwartz        | Varju Kálmán       | Teddy legjobb barátja és egy befektetési tanácsadó, aki munkát akar adni Teddynek, de addig nem teheti, míg nincs meg az érettségi. |
| Mackenzie     | Rob Riggle          | Sarádi Zsolt       | Teddy egyik osztálytársa. |
| Theresa       | Mary Lynn Rajskub   | Bertalan Ágnes     | Randy felesége, több gyerekes szorgalmas anya, aki terhes lett a középiskolában és most próbál érettségit szerezni.                 |
| Jaylen        | Romany Malco        | Zöld Csaba         | Teddy másik osztálytársa. |
| Luis          | Al Madrigal         | Rajkai Zoltán      | Pincér, akit kirúgtak a munkahelyéről Teddy hamisan leadott reakciói miatt, és mostanra az osztálytársa lett.                       |
| Mila          | Anne Winters        | Martinovics Dorina | Egy gazdag családból származó tinédzser, akit a szülei arra kényszerítenek, hogy végezze el az érettségit.                          |
| Bobby         | Fat Joe             | Maday Gábor        | Börtönben lévő fogvatartott, Teddy osztálytársa a skype-on keresztül.                                                               |
| Lisa          | Megalyn Echikunwoke | Kis-Kovács Luca    | Teddy menyasszonya, aki először nem tudta, hogy a vőlegénye beiratkozott az esti iskolába.                                          |
| Gerald Walker | Keith David         | Dézsy Szabó Gábor  | Denise és Teddy apja, Gladys férje.                                                                                                 |
| Gladys Walker | Donna Biscoe        | Andresz Kati       | Denise és Teddy anyja, Gerald felesége.                                                                                             |
| Maya          | Yvonne Orji         | Solecki Janka      | Lisa barátja. |
| Denise Walker | Bresha Webb         | Pap Katalin        | Teddy húga, Gerald és Gladys lánya.                                                                                                 |
| Isaac         | Jeff Rose           | Holl Nándor        | Teddy főnöke a keresztény csirkénél.                                                                                                |
| Randy         | Owen Harn           | Schneider Zoltán   | Theresa férje. |